# Félicie de Fauveau
Félicie de Fauveau (Livorno, 1802 - Florencia, 1886) fue una escultora francesa, una de las artistas más representativas del estilo trovador. Su obra tuvo una gran influencia sobre los autores románticos como Alfred de Musset y Alexandre Dumas y anunció el prerrafaelismo. 

## Biografía

### Infancia y familia
Félicie de Fauveau nació el 24 de enero de 1801 en Livorno. Su padre, Alexandre de Fauveau, descendía de una familia de financieros ennoblecidos por el cargo de secretario del rey cuatro generaciones antes, que se habían establecido en Italia poco antes de la Revolución. Se casó con Anne, hija de Jean Véry de La Pierre, recaudador de aduanas en Ruán, y Marie-Archange Palyart, en Canteleu el 10 de Frimaire An VIII, con quien tuvo cuatro hijos, de los cuales Félicie era la mayor. Su tía Constance de La Pierre, nacida el 4 de enero de 1776 en Ruán y esposa de Louis Lézurier de La Martel, era artista-dibujante, alumna de Jacques-Antoine-Marie Lemoine.

### Inicios en la escultura
En 1814, durante la Restauración, la familia de Fauveau, arruinada por malas inversiones, regresa a Francia. Félicie asistió al salón de la duquesa de Berry, que tenía su misma edad, y decidió hacerse artista. Comenzó pintando, trabajando en el taller de Louis Hersent, luego, bajo la inspiración de Paul Delaroche, aprendió escultura por su cuenta con su hermano menor Hippolyte. También fue alumna del pintor francés Bernard Gaillot.
Amiga íntima del pintor Ary Scheffer, Félicie de Fauveau encontró su inspiración en su pasión por la Edad Media. Junto con Marie d'Orléans, fue una de las pioneras como escultora y expuso dos bajorrelieves inspirados en Walter Scott en el Salón de 1827: Sujet tiré du roman de l'Abbé, par Walter-Scott y Christine reine de Suède, refusant de faire grâce à son grand écuyer Monaldeschi. Durante su visita, Alexandre Dumas se enamoró de ésta y decidió escribir una obra de teatro, Christine, que se presentó en el Théâtre-Français seis meses más tarde. Su grupo de bajorrelieves Christine à Fontainebleau le valió los elogios de Stendhal.
La asistencia a distintos de ateliers de maestros la hicieron forjar amistades con otras mujeres artistas que no solo creaban relaciones sólidas e identidad sino también una "solidaridad de atelier" que se traducía en todo tipo de intercambios de servicios. Al comienzo de los años veinte Fauveau formó un trío de amigas con Augustine Dufresne, esposa del pintor Antoine-Jean Gros, y Louise-Joséphine Sarazin en el atelier de Gros.
En el Salón de 1830, ganó una medalla por una estatuilla que representaba a San Dionisio levantándose para bendecir las aguas bautismales de Francia.

### El asunto Vendée y la cárcel
Reivindicando su independencia y sus gustos masculinos, participó activamente en la insurrección monárquica del oeste de Francia en 1832, durante la cual se relacionó con Félicie de Duras, condesa de La Rochejaquelein. Fue detenida y pasó ocho meses en prisión antes de ser finalmente absuelta. Regresa entonces a la Vendée, pero finalmente tiene que huir del país, ya que hay un precio por su cabeza tras la detención de la duquesa de Berry.

### Exilio
Después de Bruselas, se refugió en 1834 en Florencia, donde fue acogida por el escultor Lorenzo Bartolini, y se dedicó plenamente a su arte con su hermano Hippolyte. Su Monumento a Dante, concebido antes de 1830, fue esculpido de 1830 a 1836. Allí conoció a los Hanski y a Honoré de Balzac, también visitó al conde de Chambord en Roma en enero de 1840 y recibió la visita del zar Nicolás I el 9 de diciembre de 1845.
En Florencia, durante cinco décadas, preparó las formas de una inspirada estética neogótica y neorrenacentista en la estatuaria monumental y doméstica. Su Lampe de saint Michel y el folleto que la acompañaba (París, Didot, 1832) fueron el manifiesto. Sin escapar a la nostalgia, y con la lucidez de los románticos, Félicie de Fauveau siguió inscribiendo en la escultura las reglas del pensamiento y de la moral que constituían el antiguo reino de Francia. No es de extrañar que las expresiones y los objetos de un arte contrarrevolucionario hayan sido ignorados por la historiografía de la Francia del siglo XIX, sometida en gran medida a los mandatos de las comisiones gubernamentales y de las instituciones que las apoyan.
Murió el 12 de diciembre de 1886 en Florencia, donde fue enterrada en el cementerio de San Felice a Ema.

## Exposiciones
- Félicie de Fauveau, l'amazone de la sculpture, Les Lucs-sur-Boulogne, Historial de la Vendée, del 15 de febrero al 19 de mayo de 2013, y después en París, en el Museo de Orsay, del 11 de junio al 15 de septiembre de 2013. Catálogo publicado por Gallimard y el Museo de Orsay.

## Galería
- Félicie de Fauveau es la autora de las siguientes esculturas:

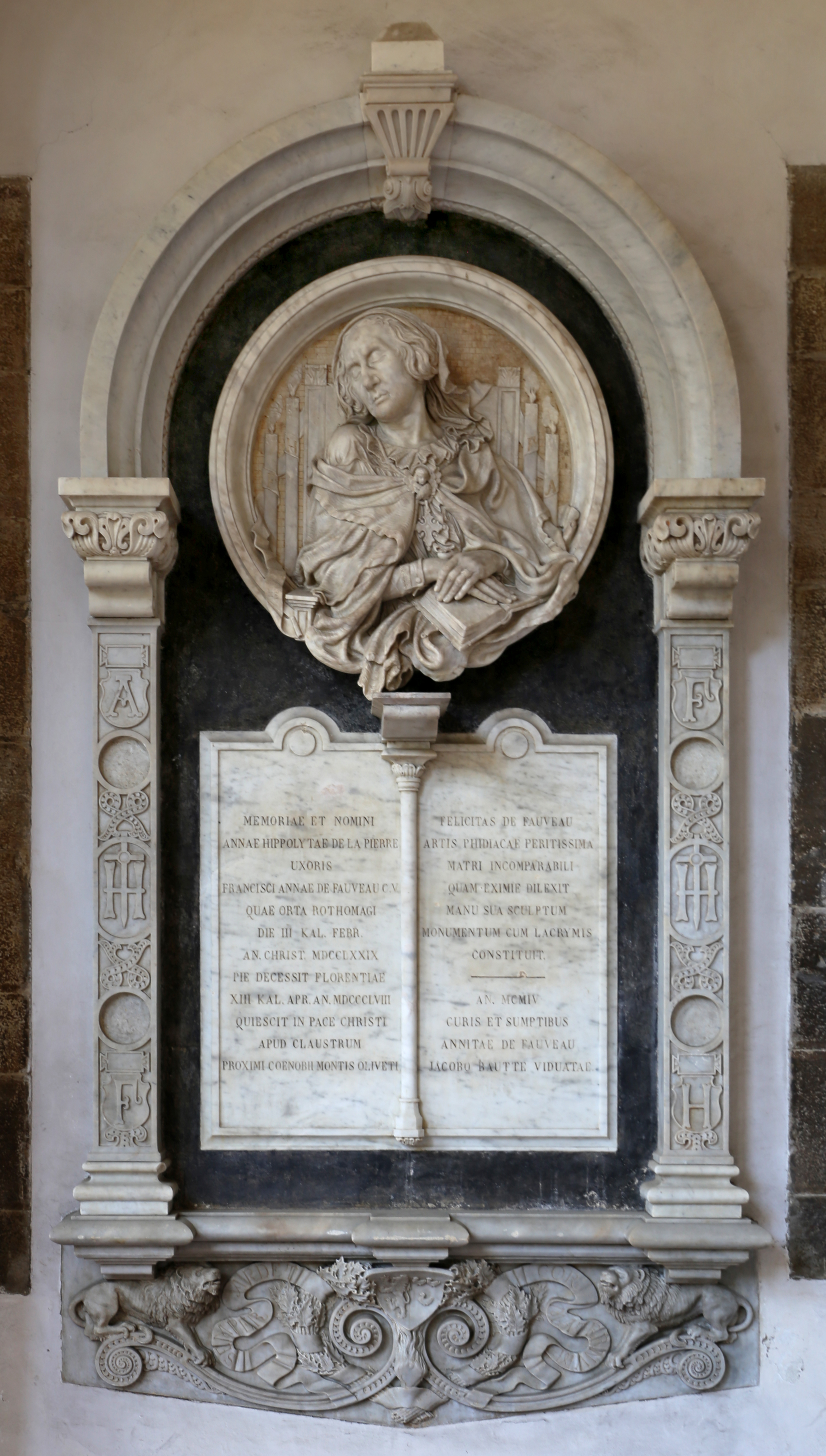
Cristo del claustro de la Iglesia de Santa María del Carmine de Florencia
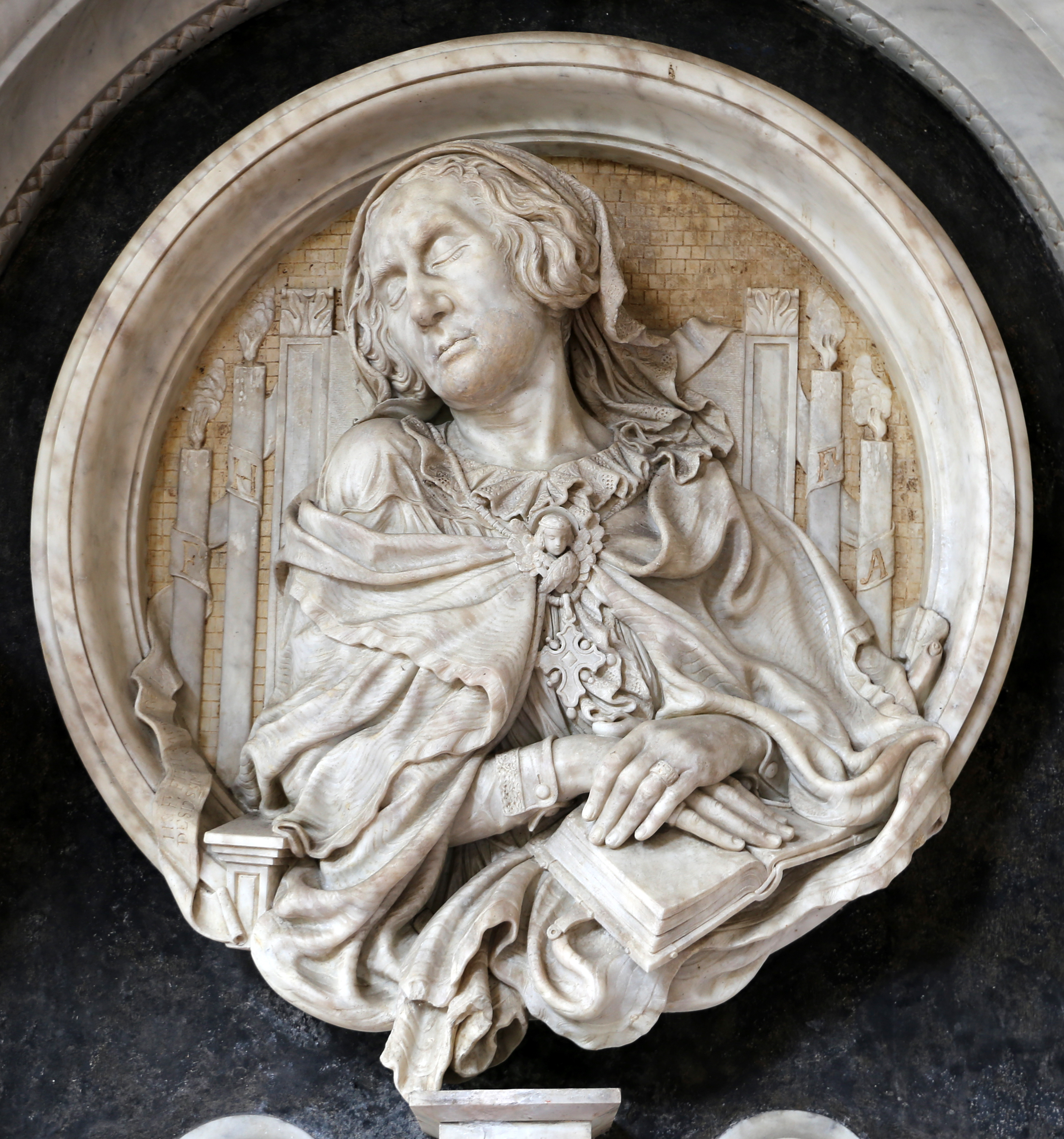
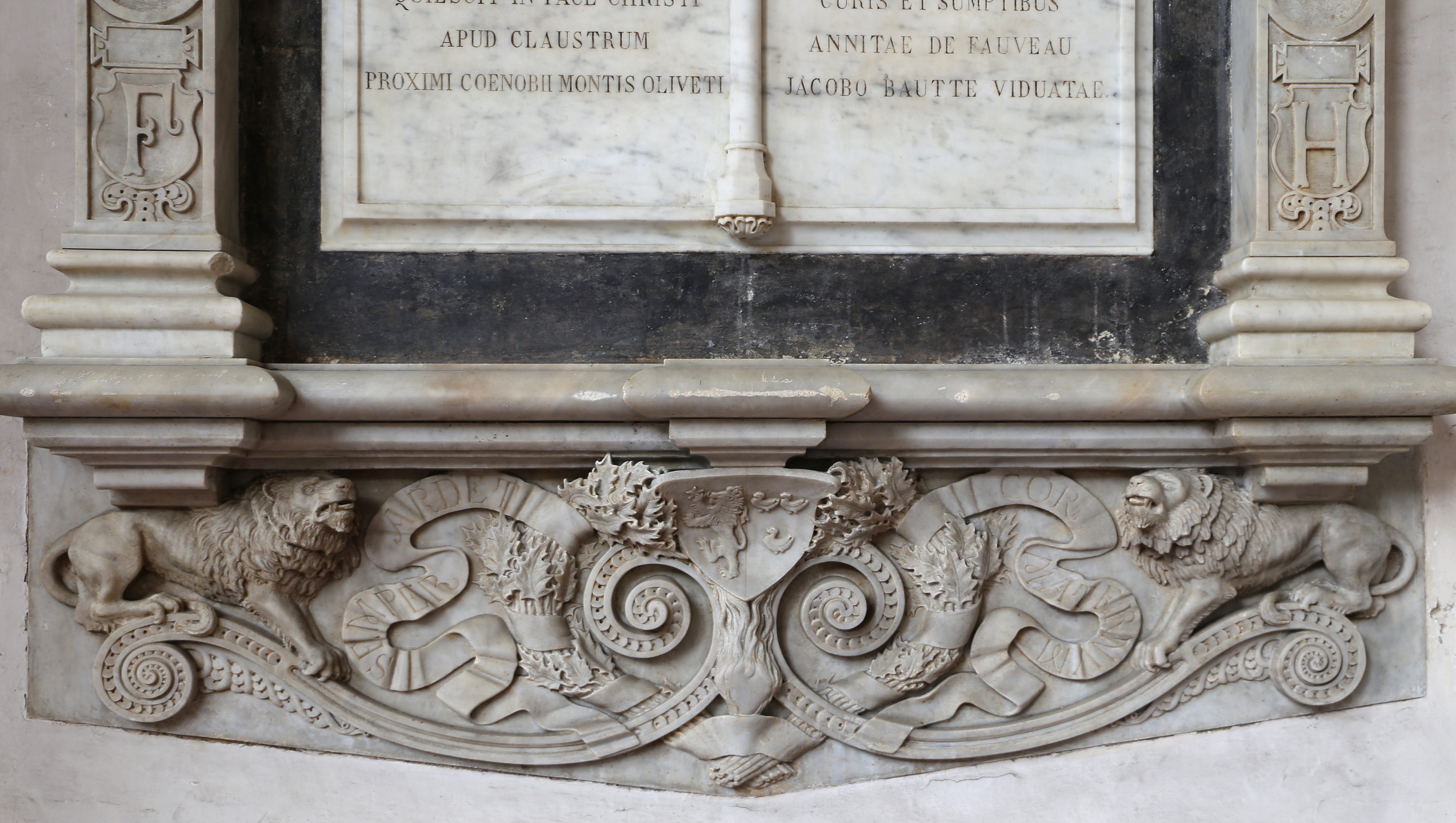